# 雙絲鼠鱈
雙絲鼠鱈，為輻鰭魚綱鱈形目鼠尾鱈科的其中一種，分布於中西大西洋墨西哥灣、加勒比海、南美洲東北部；東大西洋摩洛哥、葡萄牙、亞速群島及加納利群島海域，屬深海底棲性魚類，深度610-1370公尺，體長可達58公分，棲息在底層水域，生活習性不明。

## 扩展阅读
維基物種上的相關：雙絲鼠鱈